# Cvijeta Mesić
Cvijeta Mesić, cyr. Цвијета Месић (ur. 7 sierpnia 1948 w Belgradzie) – jugosłowiańska i serbska aktorka filmowa.

## Wybrane role filmowe
- 1977: Edukacja specjalna (Specijalno vaspitanje) – Kosara, psycholog
- 1977: Miłosne życie Budimira Trajkovicia (Ljubavni život Budimira Trajkovića) – Vukica
- 1981: Erogena zona – Vukica
- 1981: Sok od šljiva – Mitra
- 1981: Goście z galaktyki Arkana (Gosti iz galaksije) – Cecilie
- 1987: Uvek spremne žene – pani Stojanović
- 1999: Sztylet (Nož) – ciotka Milicy
- 2009: Belgradzki Fantom (Beogradski fantom) – matka „Fantoma”
- 2015: Smrdljiva bajka – Krtica
- 2016: Dobra žena – Teodora